# Guillermo Rendón García
Guillermo Rendón García (Manizales,  Colombia, 25 de marzo de 1935) es un compositor, director de orquesta, organista e investigador científico colombiano. 

## Biografía
Nacido en Manizales el 25 de marzo de 1935, desciende de una antigua familia de Rionegro, que conserva su tradición musical desde comienzos del siglo XVIII; a partir de los 7 años de edad, recibe de su padre la formación musical inicial. Desde niño hace música en conjunto con su padre y sus hermanos y en 1954 inicia sus estudios en el Conservatorio de Manizales, que más tarde se convertiría en el Departamento de Música de la Universidad de Caldas. Estudia composición y dirección coral con el maestro Ramón Cardona en la Universidad de Caldas. PHD en Ciencias Etnográficas de la Universidad Humboldt de Berlín, 1971. Fue Profesor de la Universidad Nacional de Colombia, Universidad Incca de Colombia, Universidad de Tunja, Universidad de Antioquia y de la Universidad de Caldas. En 1974 funda el Instituto Bokkota de Altos Estudios de Bogotá junto a su compañera Anielka Gelemur, académica argentina, formada en la música,  antropóloga y PhD en Ciencias Etnográficas obtenido en la Universidad Humboldt.
La creación de Guillermo Rendón G. reúne un más de un centenar de títulos repartidos entre libros y obras musicales; sus obras han sido interpretadas en Argentina, Brasil, Colombia, Venezuela, Puerto Rico, Canadá, Italia, Francia, Alemania, Checoslovaquia, Holanda y Austria.
Como director invitado ha dirigido: La Orquesta filarmónica de Berno, La Orquesta sinfónica de Colombia, la Orquesta de la Radiodifusión Colombiana. Hizo parte del Equipo de Investigadores de la Academia de Ciencias de Checoslovaquia y fue director de la orquesta de Cámara de Caldas, director de varias agrupaciones corales e instrumentales.

## Premios Recibidos
- 1957 y 1958 premio de excelencia otorgado por el Conservatorio de Música de la Universidad de Caldas.

- En 1974, año de la música Checa, como compositor y director de orquesta, le es otorgada la Medalla Smétana de la Unesco.

- 1977 Mención de honor del premio composición Antonio María Valencia de Calí.

- 1979 Gran Premio Nacional de Música Sinfónica, Colcultura, Bogotá.

- 1981 es condecorado con el orden del Mérito Cultural, por el Ministerio de Cultura y Bellas Artes de Polonia.

- 1986 Premio Internacional Cristóbal Colón de Música.

- 1990 es condecorado con la Orden Alejandro Gutiérrez por el Gobernador de Caldas, Germán Cardona Gutiérrez.

- 1992 Premio a la originalidad, Colcultura.

- 1992 Premio de música de cámara, Colcultura.[3]

## El Ciclo del Exilio
El Ciclo del exilio es una obra para guitarra sola compuesta por el maestro Rendón en 1985.  La duración de la obra es de 40 minutos. No es común encontrar obras para guitarra tan extensas y robustas. En términos de duración, ocupa el tiempo completo de un concierto tradicional (alrededor de una hora). Es una obra gigante en el contexto del repertorio guitarrístico.  Esta cuenta con tres versiones grabadas recientemente por los intérpretes Daniel Leguizamón (2017), Guillermo Bocanegra, (2018) y Arturo Parra (2020).
La obra está compuesta por siete movimientos: 
CICLO DEL EXILIO – para guitarra – Guillermo Rendón G.
1 – comenzar con el fuego
2 – cada vez que cantos pasan
3 – crepúsculo de su último espejo
4 – un atávico navegante
5 – el cielo era verde
6 – … y ahí terminó el universo
No sabemos, no lo sabremos nunca, si el “Circuito cerrado” es un mundo sin salida o un capítulo que se cierra al paso del tiempo, con un salto precipitado hacia el abismo. En su mundo mágico, el poeta quiso aniquilar su angustia aniquilándose a sí mismo. Pero el dolor no termina en ese intento. A partir de ahí, será una angustia cósmica. Quise hallar una salida, lejos del circuito finito y escribí para ese fin teleológico el último número:
7 – Gran fuga al macrocosmos
El Disco-Libro Ciclo del Exilio, música colombiana para guitarra sola, es una publicación resultado de un proyecto del grupo de investigación institucionalizado Piñeros y Salazar de la Universidad Distrital, del proyecto de Artes Musicales. En este se analiza y se explora la obra El Ciclo del Exilio, desde la teoría que el maestro Rendón desarrolló desde su trabajo como etnógrafo. 

## Otras publicaciones
- Rendón, G. (1974). Teorética del Arte. Manizales, Colombia: Instituto Bókkota de Altos Estudios.
- Rendón, G. (2000). Antropología del Arte. Constantes Andinoamazónicas. Manizales, Colombia: Instituto Bókkota de Altos Estudios.